# Paul Haas
Paul Auguste Haas (Boujean, avui barri de Biel/Bienne, Suïssa, 1873) va ser el tercer president del Futbol Club Barcelona i el primer que no havia participat en la fundació de l'entitat ni havia estat jugador blaugrana. Aquest suís va arribar a la presidència el 5 de setembre de 1902 i va dirigir al club fins al 17 de setembre de 1903, en un període de transició marcat per les dificultats econòmiques ocasionades per les despeses de manteniment de l'entitat i per la forta polèmica amb la Federació Gimnàstica Espanyola, que pretenia organitzar un torneig sense estrangers amb la intenció de controlar el futbol barceloní. Per aquest fet, Haas va ser un dels impulsors de l'Associació Catalana de Clubs de Futbol, a la qual es va adherir la majoria d'equips de l'època.
Durant el seu mandat, el Futbol Club Barcelona es va retirar de la Copa Macaya 1902-03, després que s'invalidés injustament la seva victòria contra l'Hispània. Arran d'aquesta nova polèmica es va crear la Copa Barcelona (precedent del Campionat de Catalunya que es començaria a disputar la temporada següent), impulsada pel futbol Club Barcelona que es va proclamar brillant campió després de guanyar dotze dels catorze partits que van configurar el calendari del torneig.
Paul Haas va ser qui va introduir una nova disciplina, el rugbi, i ho va mantenir encara que aquesta modalitat no va tenir molt èxit.
En aquella època van començar les dificultats econòmiques i alguns clubs modests van desaparèixer. El FC Barcelona a més de ser l'impulsor de la Copa Barcelona va ser el col·laborador en la realització de la Copa Mercier. Es van crear els capells de mèrit, els Carnets d'Honor, i es van impulsar altres iniciatives. Paul Haas va ser president del Barcelona 377 dies fins que el 17 de setembre de 1903 va abandonar el càrrec.